# افديرك
فديرك مدينة صغيرة في شمال موريتانيا في منطقة نائية من ولاية تيرس زمور وفي الجانب الغربي من كدية الجل و 30 كم تقريبا شرق مدينة الزويرات شدت هذه المدينة 1932 م من طرف السيد عيب ولد محمد الغلام الملقب بعيبتن. تقطنها 5270 نسمة حسب تقديرات 2006 م ، لعبت دورا مهما في تاريخ موريتانيا قبل و بعد لاستقلال. كانت عاصمة لولاية تيرس زمور قبل نشأة مدينة ازويرات الحالية.

## توأمة
لافديرك اتفاقيات توأمة مع:
- روديز